# Bucovăț (Timiș)
Bucovăț is een Roemeense gemeente in het district Timiș.
Bucovăț telt 1032 inwoners.